# Абигейл Бреслин
Абигейл Бреслин (на английски: Abigail Breslin) е американска актриса и певица, номинирана за награди „Сателит“, БАФТА и „Оскар“. 

## Биография

### Ранни години
Абигейл Бреслин е родена на 14 април 1996 г. в Ню Йорк, тя е дъщеря на Ким (родена Уолш) мениджър на таланти и Майкъл Бреслин, телекомуникационен експерт, компютърен програмист и консултант.  Тя има двама по-големи братя, Райън и Спенсър, които също са актьори.  Те са отгледани в Ню Йорк в „много сплотено“ семейство. Тя е кръстена на Абигейл Адамс, втората първа дама на САЩ.  Баща ѝ е от еврейски произход. 
Към 2013 г. Абигейл все още живее в същия апартамент в Долен Ийст Сайд, в който е отгледана. 

### Личен живот
През април 2017 г. Абигейл Бреслин разкри, че бившия и партньор я е изнасилил и оттогава тя е диагностицирана с Посттравматичен стрес.  Тя заявява, че не е съобщила, че е била изнасилена по това време, защото „е била в пълен шок и пълно отричане“, „страхува се че полицията няма да ѝ повярва“, притеснена от отмъщение на нападателя, загрижена да не нарани семейството ѝ.  Такива чувства са често срещани сред жертвите на изнасилване. 
Тя продължава да се застъпва от името на жертви на сексуално насилие. 

## Филмография
| Година | Филм                                             | Оригинално заглавие                      | Роля            | Бележки |
| ------ | ------------------------------------------------ | ---------------------------------------- | --------------- | --- |
| 2002   | Следите                                          | Signs                                    | Бо Хес          | |
| 2004   | Прекрасният живот на Хелън                       | Raising Helen                            | Сара Дейвис     | |
| 2004   | Дневниците на принцесата 2: Кралски бъркотии     | The Princess Diaries 2: Royal Engagement |                 | |
| 2004   | Кийн                                             | Keane                                    | Кайра Бедик     | |
| 2004   | Палето Кестен - героят на Сентръл Парк           | Chestnut: Hero of Central Park           | Рей             | |
| 2005   |                                                  | Family Plan                              | Никол           | телевизионен филм |
| 2006   | Мис Слънчице                                     | Little Miss Sunshine                     | Олив Хувър      | - номинация – Оскар за най-добра поддържаща женска роля. - номинация – Награда на БАФТА за най-добра актриса в поддържаща роля. |
| 2006   | Последният подарък                               | The Ultimate Gift                        | Емили Роуз      | |
| 2006   | Договор за Дядо Коледа 3: Избягалият Дядо Коледа | The Santa Clause 3: The Escape Clause    | Триш            | |
| 2006   | Децата на въздушния Бъд                          | Air Buddies                              | (глас)          | |
| 2007   | Без резервации                                   | No Reservations                          | Зоуи Армстронг  | |
| 2008   | Определено, може би                              | Definitely, Maybe                        | Мая Хейс        | |
| 2008   | Островът на Ним                                  | Nim's Island                             | Ним Русо        | |
| 2008   | Кит Китридж: Едно американско момиче             | Kit Kittredge: An American Girl          | Кит Китридж     | |
| 2009   | Споделен живот                                   | My Sister's Keeper                       | Ана Фицджералд  | |
| 2009   | Zombieland                                       | Zombieland                               | Литъл Рок       | |
| 2010   |                                                  | Quantum Quest: A Cassini Space Odyssey   | Джина (глас)    | анимационен филм |
| 2010   | Джейни Джоунс                                    | Janie Jones                              | Джени Джонс     | |
| 2011   | Ранго                                            | Rango                                    | Присила (глас)  | анимационен филм |
| 2011   | Новогодишна нощ                                  | New Year's Eve                           | Хейли           | |
| 2012   | Перфектни сестри                                 | Perfect Sisters                          | Сандра          | |
| 2012   | Замбезия                                         | Zambezia                                 | Зоуи (глас)     | анимационен филм |
| 2013   | Призрачна история                                | Haunter                                  | Лиса            | |
| 2013   | Обаждането                                       | The Call                                 | Кейси Уелсън    | |
| 2013   | У дома през август                               | August: Osage County                     | Джийн Фордам    | |
| 2013   | Играта на Ендър                                  | Ender's Game                             | Валънтайн Уигин | |
| 2014   | Лоша кръв                                        | Wicked Blood                             | Хана Лий Бейкър | |
| 2014   | Перфектни сестри                                 | Perfect Sisters                          | Сандра Андерсън | |
| 2015   | Маги                                             | Maggie                                   | Маги Фогел      | |
| 2015   | Последното момиче                                | Final Girl                               | Вероника        | |
| 2016   |                                                  | Fear, Inc.                               | Дженифър Адамс  | |